# Nothobranchius boklundi
Nothobranchius boklundi är en fiskart som beskrevs av Stefano Valdesalici 2010. Nothobranchius boklundi ingår i släktet Nothobranchius och familjen Nothobranchiidae. Inga underarter finns listade i Catalogue of Life.